# Zoltán Bitskey
Zoltán Bitskey (Zvolen, 10 gennaio 1904 – Miskolc, 1º agosto 1988) è stato un nuotatore ungherese.

## Carriera
Specializzato nello stile libero e nelle staffette, è arrivato secondo nella 4 × 200 m stile libero a Budapest 1926.

## Palmarès
- Europei

Budapest 1926: argento nella 4 × 200 m stile libero.